# Depreissia decipiens
Depreissia decipiens är en spindelart som beskrevs av Deeleman-Reinhold, Floren 2003. Depreissia decipiens ingår i släktet Depreissia och familjen hoppspindlar. Inga underarter finns listade i Catalogue of Life.